# Amy Mbacke Thiam
Amy Mbacke Thiam (Senegal, 10 de noviembre de 1976) es una atleta senegalesa, especialista en la prueba de 400 m, en la que ha logrado ser campeona mundial en 2001.

## Carrera deportiva
En el Mundial de Edmonton 2001 ganó la medalla de oro en los 400 metros, por delante de la jamaicana Lorraine Fenton y la mexicana Ana Guevara.
Y dos años después, en el Mundial de París 2003 ganó la medalla de bronce en la misma prueba, con un tiempo de 49.95 segundos, tras las dos mismas atletas que en la ocasión anterior, pero esta vez Ana Guevara ganó el oro, y Lorraine Fenton, la plata.